# Isla San Ildefonso
Isla San Ildefonso är en ö i Mexiko. Den tillhör kommunen Mulegé i delstaten Baja California Sur, i den västra delen av landet. Arean är 1 kvadratkilometer.
Ön har fyra arter av reptiler, masticophis flagellum, phyllodactylus nocticolus, sceloporus orcutti och Uta stansburiana.